# Фитлер, Уильям
Уильям Фитлер (англ. William Fitler, полное имя William Crothers Fitler; 1857—1915) — американский художник-пейзажист.

## Биография
Родился в 1857 году в Филадельфии.
Изучал искусство в Пенсильванской академии изящных искусств. Был тональным художником-пейзажистом; большинство его работ изображают виды Нью-Йорка, Коннектикута или Лонг-Айленда.
Уилям Фитлер был членом Salmagundi Club, Нью-Йоркского акварельного клуба, Бруклинской художественной ассоциации (Brooklyn Art Association), а также художественных обществ Artists Fund Society и New York Municipal Art Society.
Много выставлялся, включая Национальную академию дизайна (1880—1907), Бруклинский художественный клуб (1881—1886), Бостонский художественный клуб (1881—1908), Пенсильванскую академию (1879—1898) и Институт искусств Чикаго (1889—1911).
В 1901 году женился на художнице Клод Херст.
Умер в 1915 году.

Некоторые работы
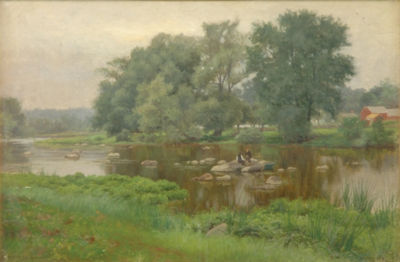
An August Day
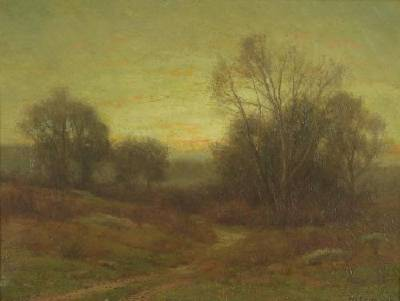
Close of Day